# Радужный тукан
Радужный тукан (лат. Ramphastos sulfuratus) — вид птиц из семейства тукановых (Ramphastidae). Выделяют два подвида.

## Описание
Длина тела птицы — 50—53 см, вес — 400 грамм.
Радужный тукан имеет большой полый клюв, достигающий 17 см в длину. Цвет клюва зелёный, с голубыми вкраплениями в нижней части и с оранжевой полосой сбоку. Оперение на спине, животе, и верхней части крыльев чёрное матовое, на верхней части шеи — чёрное с красным отливом. Грудь и щеки жёлто-лимонного оттенка, нижняя часть хвоста — ярко-красная.
Половой диморфизм выражен слабо: самцы лишь немного крупнее самок. Радужные туканы живут небольшими группами по 5-10 особей. Ночуют они в дуплах, плотно прижимаясь друг к другу и подворачивая свои громоздкие клювы под крыло соседей, что хорошо экономит место ввиду небольшого размера жилища.

## Ареал
Радужный тукан распространён в тропических лесах от Южной Мексики до северной Колумбии и северо-восточной Венесуэлы. Встречается до высоты 1900 метров.

## Размножение
Гнёзда устраиваются в собственных или выдолбленных другими птицами дуплах. Радужные туканы моногамны. Самка откладывает от 1—4 яйца белого цвета; потомство вылупляется через 15—20 дней после кладки. За год пара может вырастить до трех выводков. О новорожденных заботятся оба родителя, по очереди высиживая их, также родители кормят их в течение 8—9 недель, пока те не научатся летать.

## Питание
Птицы в основном питаются фруктами, реже насекомыми, древесными лягушками, а в полную бескормицу даже птенцами других видов птиц. Пищу радужные туканы очень редко ищут на земле, в основном находят её высоко в кронах деревьев. Интересно, что плоды и ягоды заглатываются целиком, и таким образом семена остаются целыми; выходя с испражнениями птицы, они дают жизнь новым растениям.

## Галерея

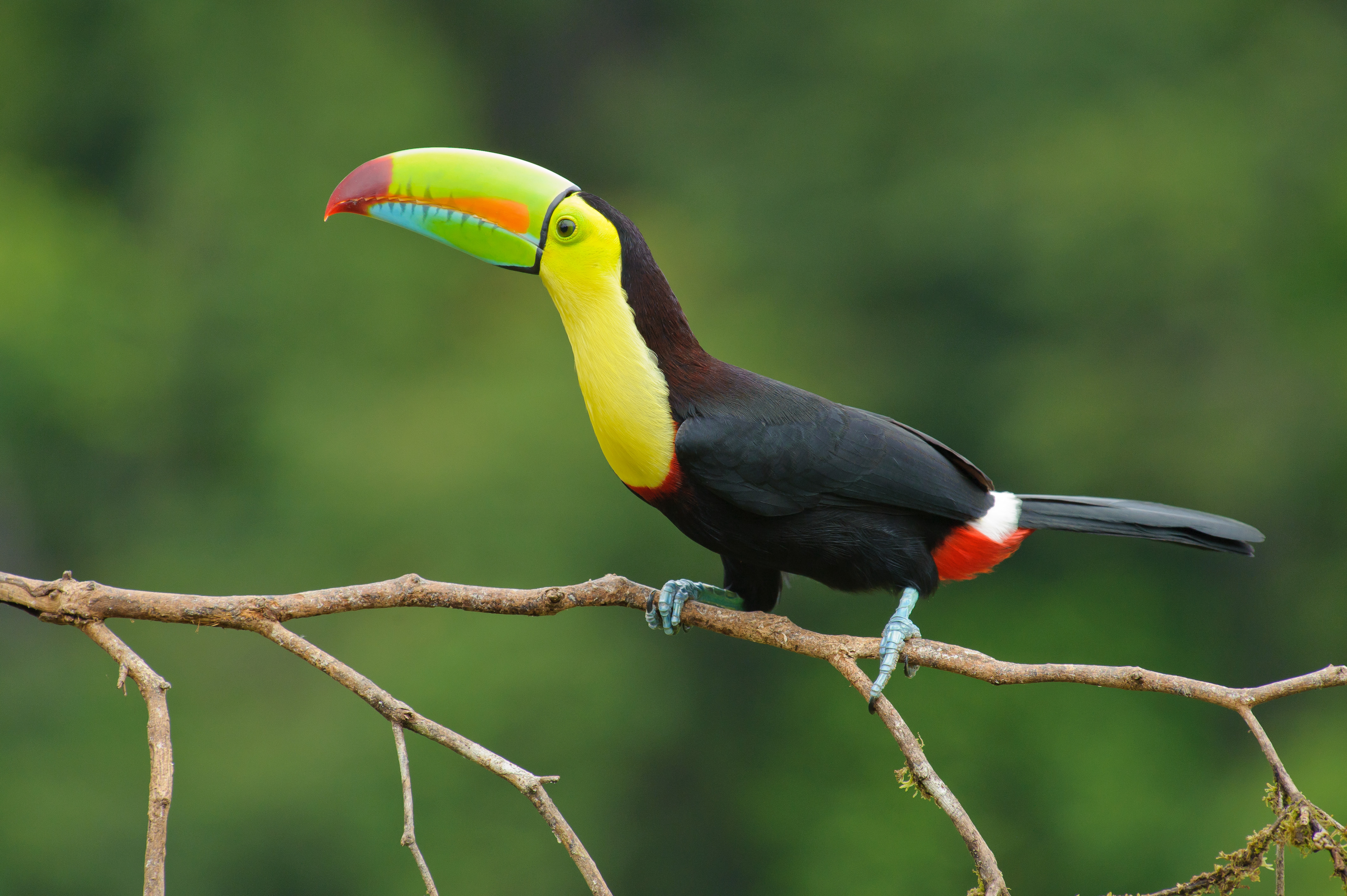
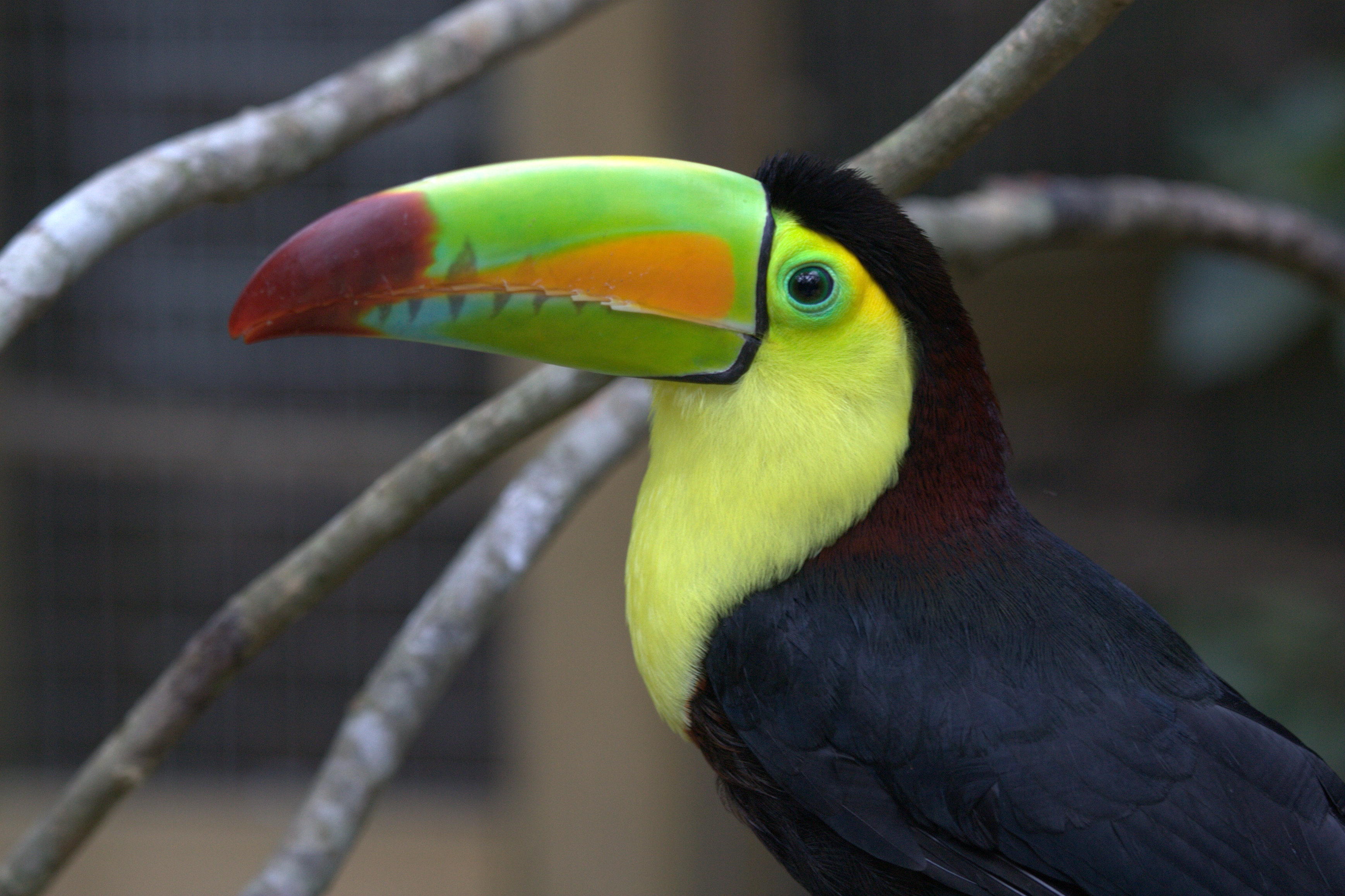
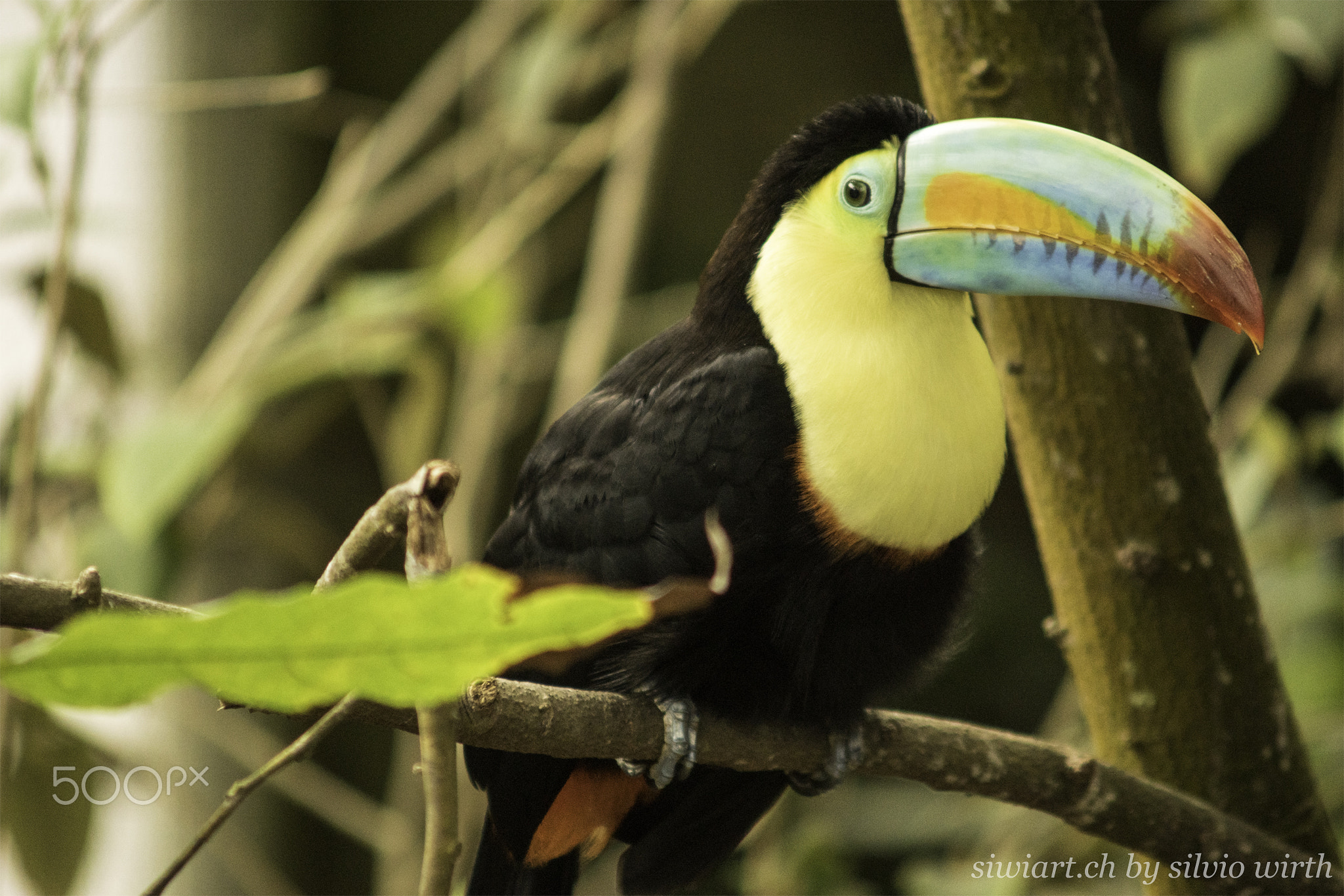